# Declan Donnellan
Declan Michael Martin Donnellan (Manchester, 4 agosto 1953) è un regista britannico.

## Biografia
Dopo aver studiato letteratura inglese e legge al Queens' College di Cambridge, nel 1981 fondò la compagnia teatrale Cheek by Jowl con lo scenografo e costumista Nick Ormerod. Da allora ha diretto opere di prosa, musical, opere e balletti per alcuni dei più prestigiosi teatri e compagnie teatrali sulla scena internazionale, tra cui la Royal Shakespeare Company, l'Old Vic, l'English National Opera, il Balletto Bol'šoj, il Festival di Salisburgo ed il Piccolo Teatro di Milano. Nel 1989 fu nominato regista associato del Royal National Theatre di Londra, il che gli diede la possibilità di dirigere produzioni alto profilo come Fuente Ovejuna, Sweeney Todd e la prima britannica delle due parti di Angels in America - Fantasia gay su temi nazionali con Daniel Craig e Jason Isaacs. Ha fatto il suo debutto cinematografico nel 2012, quando ha co-diretto con Nick Ormerod Bel Ami - Storia di un seduttore. Per le sue regie ha vinto tre Laurence Olivier Award alla miglior regia nel 1987, 1994 e 1995. Nel 2016 ha vinto il Leone d'oro alla carriera alla Biennale di Venezia del 2016.

## Filmografia
- Bel Ami - Storia di un seduttore (Bel Ami) (2012)